# Audi Arena
La Audi Arena est une salle multifonctions située à Győr en Hongrie. Le club de handball féminin Győri Audi ETO KC y dispute ses matchs à domicile.
Elle tire son nom d'après l'entreprise automobile Audi AG qui finance partiellement le coût de construction de cette infrastructure et son fonctionnement. Le nom Audi Arena est attribué pour une durée de dix ans.
En décembre 2014, elle accueille des rencontres du Championnat d'Europe de handball féminin 2014, puis le Championnat d'Europe de basket-ball féminin 2015 en juin 2015.